# Américas Chicas
Américas Chicas är en ort i Mexiko.   Den ligger i kommunen Castillo de Teayo och delstaten Veracruz, i den sydöstra delen av landet, 220 km nordost om huvudstaden Mexico City. Américas Chicas ligger 84 meter över havet och antalet invånare är 150.
Terrängen runt Américas Chicas är platt, och sluttar norrut. Runt Américas Chicas är det ganska tätbefolkat, med 166 invånare per kvadratkilometer. Närmaste större samhälle är Álamo, 11,5 km norr om Américas Chicas. Trakten runt Américas Chicas består till största delen av jordbruksmark.